# 偶像總愛被吐嘈！
《偶像總愛被吐嘈！》，為撰寫，繪製封面與插畫的一部輕小說作品。日文文庫本於2010年7月由電撃文庫出版；繁體中文版由台灣角川代理；简体中文版由天闻角川代理发行，湖南美术出版社出版。

## 簡介
被春天的溫暖陽光所吸引而在街上隨意閒晃的我，突然被人給綁架了。
咦？什麼？不不不，你們究竟要做什麼啊！？……
當我回過神來之後，發現自己不知為何待在廣播節目的錄音室裡頭。
就在我發著呆時，一名美少女踏進錄音室裡——
天…天啊！這不是我一直很崇拜的人氣偶像配音員音無圓嗎……
咦咦咦咦咦!!
結果，我們倆就這樣順勢開始了廣播節目的工作……但我的命運到底會何去何從!?
以怒濤之勢急遽展開＆熱鬧滾滾的喜劇，在此揭幕！

## 登場人物
常村 良人
本作主角。喜好動畫與漫畫的16歲高中二年級生。平凡且沉默寡言，但卻喜愛吐槽，在因緣巧合之下被誤以為是熱門輕小說《波伊爾・夏璐璐的法則》的原作者與太與作老師，而與其動畫化作品中女主角的配音音無圓共同錄製該作品的網路廣播節目《廣播的法則》。
並且，因圓意外成為隔壁鄰居及在校園的相處之後，而得知其不為人知的真面目。
在相處之後而了解圓的強韌與柔弱之處，而開始變得喜歡上圓。
在圓30歲生日當天向圓求婚成功。
音無 圓
高中二年級，最初登場時為16歲，在第三卷時迎來17歲生日（6月6日）。
年幼時，因著名演員音無源太之女的身分，而在劇團活躍，現為人氣廣播劇的聲優。
雖有著血親的光環，但也憑藉實力席列聲優之座。有著身為偶像的極高自尊心，完美的笑容總掛在臉上，但實際上的性格卻是意外地傲嬌。對於工作相關的事情十分地嚴厲，絕不允許任何的失敗。從相關的描述上毫無疑問地對良人抱持著好感。
誤飲酒醉後，意外地十分嬌羞且容易哭泣。喜愛的食物是軟糖。
在30歲生日當天接受良人的求婚。
天乃川 時雨
聲優，16歲。與圓屬同事務所的聲優，與圓的關係亦敵亦友。或許是因為成長的家庭環境中，家人皆從事聲優的工作，言談舉止十分文雅。
清秀的玉女角色，喜愛魔法童話之類的故事，會把蘿莉塔或魔法Cosplay之類的服裝當成私服穿出外。
笑點非常低，常被良人與圓的舉止互動引發爆笑。言行中對良人一樣有好感，行徑顯見。
常村 愛好
良人的妹妹。13歲，就讀女子學校中學二年級。常配戴眼鏡，但卻不是因為視力不好。好奇心旺盛，常言及露骨的性話題而令良人飽受困擾。以觀察良人與圓的互動關係為樂。
霜月 幸春
13歲，中學2年級生。愛好的友人。有著不思而行的隨意性格，相當地天然呆。同時也是極度的路痴。
大企業Moon Frost Company的獨生女。
芹澤 優花
圓的經理人。
嘉保 芽愛璃
高校2年級，16歲。新聞部的部長。擅長無聲無息的動作模式，使被拍照的本人也不被發現。
有著京都腔，無法自拔地喜愛男性身體的照片。
與太與作
輕小說《波伊爾・夏璐璐的法則》的作者。

## 用語
波伊爾・夏璐璐的法則
作品中的人氣輕小說。有關於「發熱少年波伊爾」（発熱少年ぼいるくん）和「微熱少女夏璐璐」（微熱少女しゃるるちゃん）的故事。圓在動畫版中擔任夏璐璐配音的角色。
廣播的法則
作品中伴隨著人氣輕小說《波伊爾・夏璐璐的法則》動畫版而開始的網路廣播節目。每週四更新放送。錄音時間為週六。
古里學園
良人他們所就讀的高中，每個學級有六個班。距離良人家步行約十五分鐘可達。
Moon Frost Company
霜月幸春的父親所開設的公司，世界級的大企業。圓所獻聲的動畫片及廣播節目廣告的贊助商。
All Make World
《廣播的法則》的贊助商，《波伊爾・夏璐璐的法則》的出版社。
私立葛蕾絲女學院國中部
良人的妹妹愛好與幸春所就讀的中學。有錢人家大小姐眾多的貴族學校。

## 書籍一覽

### 輕小說
| 集數 | ASCII Media Works | ASCII Media Works      | 台灣角川       | 台灣角川               | 天闻角川     | 天闻角川               |
| 集數 | 發售日期          | ISBN                   | 發售日期       | ISBN                   | 发售日期     | ISBN                   |
| ---- | ----------------- | ---------------------- | -------------- | ---------------------- | ------------ | ---------------------- |
| 1    | 2010年7月10日     | ISBN 978-4-04-868657-0 | 2012年3月1日   | ISBN 978-986-287-587-2 | 2013年1月5日 | ISBN 978-7-5356-6700-7 |
| 2    | 2010年11月10日    | ISBN 978-4-04-870047-4 | 2012年9月22日  | ISBN 978-986-287-919-1 |              |                        |
| 3    | 2011年3月10日     | ISBN 978-4-04-870380-2 | 2013年3月16日  | ISBN 978-986-325-249-8 |              |                        |
| 4    | 2011年7月10日     | ISBN 978-4-04-870687-2 | 2013年6月25日  | ISBN 978-986-325-419-5 |              |                        |
| 5    | 2011年12月10日    | ISBN 978-4-04-870879-1 | 2013年9月26日  | ISBN 978-986-325-591-8 |              |                        |
| 6    | 2012年3月10日     | ISBN 978-4-04-886351-3 | 2013年11月27日 | ISBN 978-986-325-671-7 |              |                        |
| 7    | 2012年7月10日     | ISBN 978-4-04-886711-5 | 2014年1月28日  | ISBN 978-986-325-756-1 |              |                        |
| 8    | 2012年11月10日    | ISBN 978-4-04-891087-3 | 2014年4月24日  | ISBN 978-986-325-893-3 |              |                        |
| 9    | 2013年3月10日     | ISBN 978-4-04-891424-6 | 2014年7月19日  | ISBN 978-986-366-032-3 |              |                        |
| 10   | 2013年7月10日     | ISBN 978-4-04-891760-5 | 2014年12月13日 | ISBN 978-986-366-272-3 |              |                        |

## 外部連結
- （日語）  （電撃文庫 官方網站）